# Municipio de Pigeon (condado de Vanderburgh)
El municipio de Pigeon (en inglés: Pigeon Township) es un municipio ubicado en el condado de Vanderburgh en el estado estadounidense de Indiana. En el año 2010 tenía una población de 29799 habitantes y una densidad poblacional de 1.043,2 personas por km².

## Geografía
El municipio de Pigeon se encuentra ubicado en las coordenadas 37°58′27″N 87°34′10″O / 37.97417, -87.56944. Según la Oficina del Censo de los Estados Unidos, el municipio tiene una superficie total de 28.56 km², de la cual 28.12 km² corresponden a tierra firme y (1.57%) 0.45 km² es agua.

## Demografía
Según el censo de 2010, había 29799 personas residiendo en el municipio de Pigeon. La densidad de población era de 1.043,2 hab./km². De los 29799 habitantes, el municipio de Pigeon estaba compuesto por el 71.74% blancos, el 23.15% eran afroamericanos, el 0.3% eran amerindios, el 0.29% eran asiáticos, el 0.12% eran isleños del Pacífico, el 0.89% eran de otras razas y el 3.5% pertenecían a dos o más razas. Del total de la población el 2% eran hispanos o latinos de cualquier raza.